# Alajos Szokolyi
Alajos Szokolyi (Hronec, 19 de junho de 1871 – Bernecebaráti, 9 de setembro de 1932) foi um médico e desportista húngaro que competiu nos 100 m masculino nas Olimpíadas de 1896 e ganhou a medalha de bronze na competição, quando a direção da competição definiu que Alajos e Francis Lane ficaram empatados em terceiro lugar, dividindo a medalha. Na ocasião, o terceiro lugar não era contemplado com medalhas, mas o COI definiu, anos depois, que esta posição, nos primeiros jogos da era moderna, fosse laureado com a medalha. Após as olimpíadas, foi o vencedor dos 100 metros rasos do Campeonato Húngaro.
Formado pela Faculdade de Medicina de Budapeste, durante a Primeira Guerra Mundial organizou um hospital militar, sendo o médico chefe. Na área esportiva, também organizou competições e eventos esportivos, além de ter fundado a "Sports Association of Hont County".